# Tholey
Tholey település Németországban, azon belül Saar-vidék tartományban. Lakosainak száma 12 186 fő (2023. december 31.).

## Népesség
A település népességének változása:
| Lakosok száma | 12 089 | 12 161 | 12 059 | 11 917 | 12 160 | 12 186 |
|               | 1975   | 2017   | 2019   | 2021   | 2022   | 2023   |